# کاشابانک

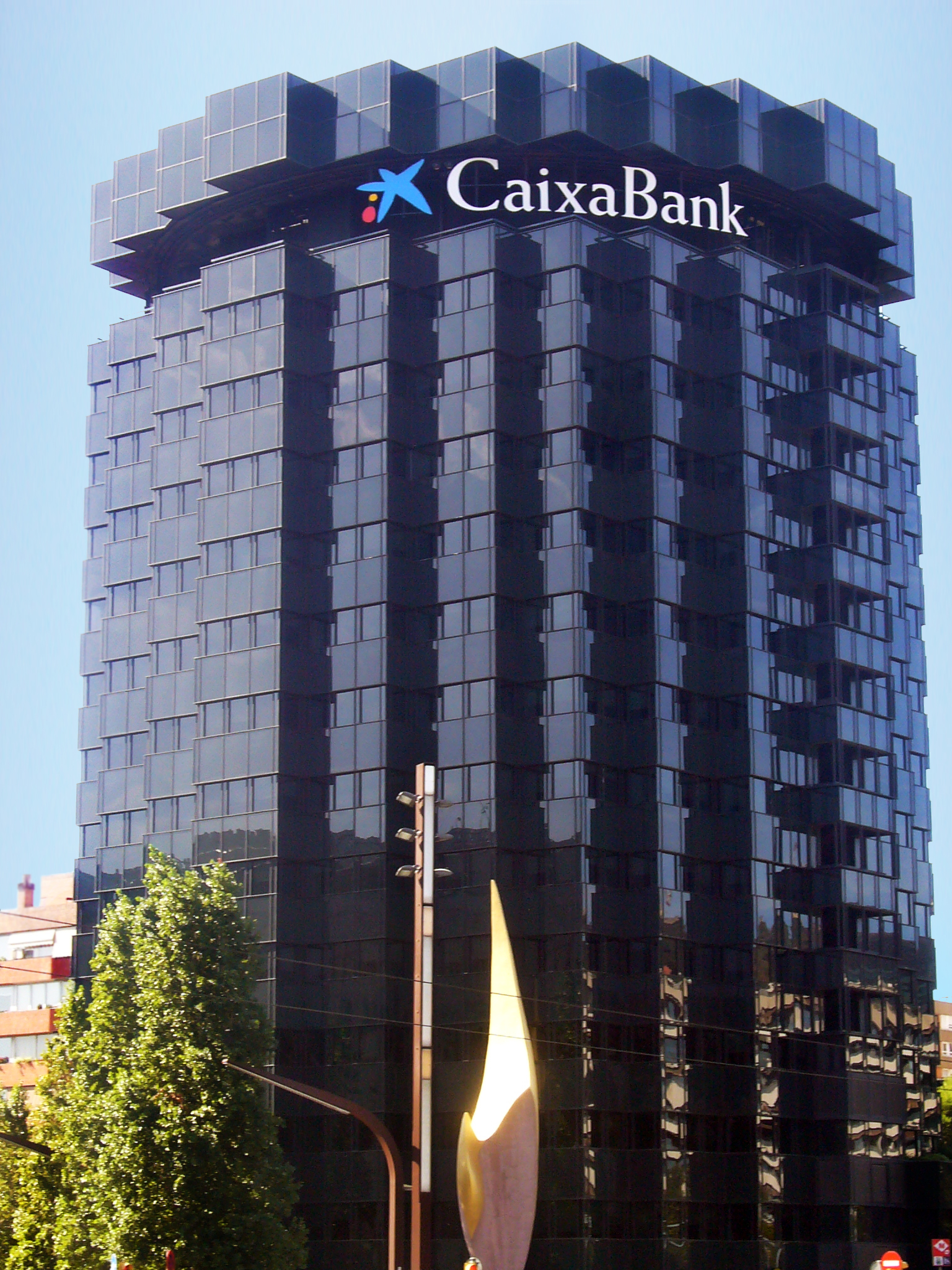
شعبه مرکزی کاشابانک در شهر بارسلون

کاشابانک (به اسپانیایی: Caixabank) شرکت خدمات مالی و بانکداری اسپانیایی است، که ۶۱٪ از سهام آن متعلق به بانک لا کاشا می‌باشد.
فعالیت‌های این شرکت در زمینه بانکداری و ارائه خدمات بیمه متمرکز است. این شرکت دارای سهام در شرکت نفتی رپسول، شرکت مخابراتی تلفونیکا و چندین موسسه مالی دیگر می‌باشد. شعبه مرکزی کاشابانک در شهر بارسلون قرار دارد و بخشی از سهام آن در بازار بورس مادرید معامله می‌شود.